# 圣弗雷迪亚诺堂 (比萨)

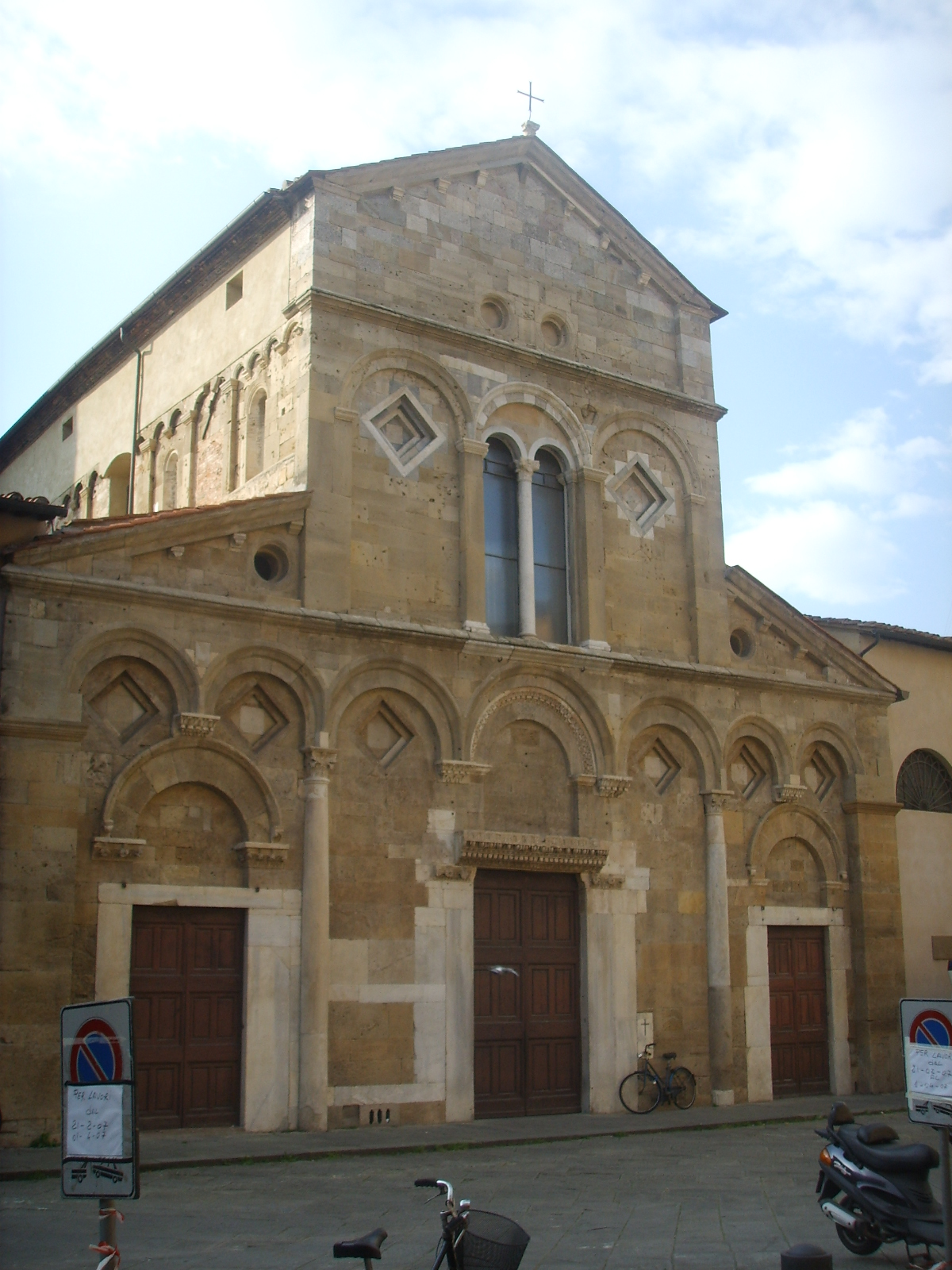
圣弗雷迪亚诺堂

圣弗雷迪亚诺堂（San Frediano）是意大利比萨的一座罗马天主教教堂，罗马式建筑风格。现为比萨大学的教堂。

## 历史
该堂早在1061年就已见于记载，由Buzzaccherini-西斯蒙第家族创建，最初供奉都尔的玛尔定。它曾经附设一家医院。
罗马式的立面，可追溯至12世纪初，展示了比萨中世纪建筑的典型特征，使用双色石材（正如比萨主教座堂），以及坚固的砖砌钟楼。
内部虽然在1675年发生火灾，但保持了原来巴西利卡的平面，有一个中殿和两个走道。大理石柱装饰有罗马风格的雕刻人物。它拥有一个罕见的绘有《十字架和受难史》的镀金十字架（12世纪），一些巴洛克祭台和17世纪的画作，以及多梅尼科·帕西尼亚诺的壁画。穹顶壁画则是Rutilio Manetti的作品。